# Biorreator pneumático
Biorreatores pneumáticos são equipamentos onde a homogeneização e agitação são realizadas apenas pela injeção de gás. Estes biorreatores têm se tornado interessantes na biotecnologia, frente ao modelo convencional tipo tanque agitado e aerado, por conta de suas altas transferências de oxigênio aliadas a um consumo de energia menor e facilidade no projeto e construção destes equipamentos.

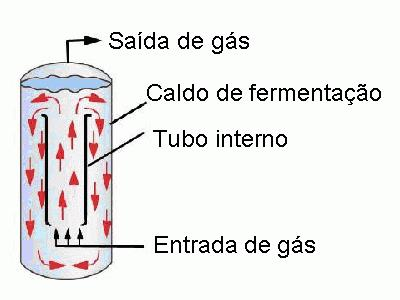
Desenho Esquemático de um biorreator Airlift

Biorreatores tipo Coluna de bolhas e Airlift são dois também dos tipos mais utilizados de biorreatores agitados pneumaticamente. Pelas suas várias vantagens operacionais, o tipo airlift tem sido mais utilizado em bioprocessos frente ao modelo coluna de bolhas.
O biorreator coluna de bolhas é um tipo especial de biorreator empregado em bioprocessos aeróbios. O equipamento clássico para dispersão do gás na fase líquida, especialmente em bioprocessos aeróbios é o tipo tanque agitado e aerado, no qual o ar é difundido por agitação mecânica. Porém esse tipo de fermentador apresenta uma série de desvantagens, especialmente em processos de grande escala, como o alto gasto de energia, alta complexidade de construção e dificuldades no aumento de escala 
Estas desvantagens são superadas pelo biorreator Airlift, pois este modelo não apresenta partes móveis, e a dispersão gás-líquido é realizada pelo próprio ar de entrada do aspersor.O meio de cultura nesse tipo de biorreator é movido de baixo para cima impulsionado pelas bolhas de ar alimentadas no fundo do vaso de cultivo, retornando de cima para baixo por uma região distinta da região de subida.
Todos os tipos de biorreatores airlift consistem de uma região aspergida por gás, denominada de região de subida e uma região de descida por onde retorna o meio reacional. A região de subida e de descida são interligadas no topo e na base do biorreator. A diferença entre as retenções gasosas das regiões de subida e descida causa uma diferença entre densidades da dispersão nestas regiões, resultando na circulação do fluido com escoamentos ascendente na região de subida (“riser”) e descendente na região de descida (“downcomer”).
1. ↑  Chisti, M.Y. 1989, Air-Lift Bioreactors, Elsevier, New York.
2. ↑  Onken, U.; Weiland, P., 1983, Airlift Fermenters:
Construction, Behavior, and Uses, Adv. Biotechnol. Processes, 67-95.
3. ↑  Chisti, M. Y. and Moo-Young, M. 1987, Airlift reactors: characteristics, applications and design considerations. Chem. Eng. Commun. 60,195-242.